# Claire Gagnier

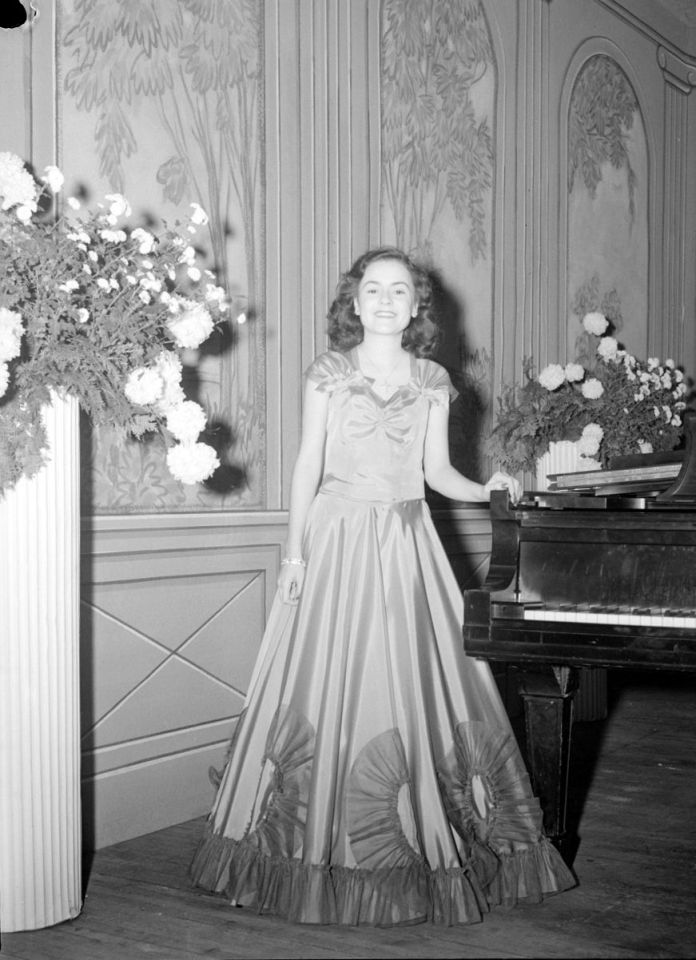
Claire Gagnier

Claire Gagnier (* 28. März 1924 in Montreal; † 25. Dezember 2022) war eine kanadische Opernsängerin (Sopran).

## Leben
Die Tochter des Musikers René Gagnier nahm mit vierzehn Jahren Gesangsunterricht bei Roger Filiatrault. 1944 gewann sie den Wettbewerb Singing Stars of Tomorrow der CBC und ging mit einem Stipendium an die Juilliard School of Music in New York, wo sie bei Jean Dansereau studierte. 1945 debütierte sie am His Majesty's Theatre in Montreal mit dem Ensemble der Metropolitan Opera in der Rolle der Susanna in Mozarts Oper Die Hochzeit des Figaro. Im gleichen Jahr sang sie bei den Montreal Festivals die Micaëla in Bizets Carmen.
In den folgenden Jahren trat sie in den USA und Kanada mit Musikern wie Grace Moore, Witold Małcużyński, André Kostelanetz und Percy Faith auf und wirkte an zahlreichen Rundfunk- und Fernsehproduktionen der CBC mit (u. a. La Bohème, 1955, 1961; Così fan tutte, 1956; Madame Butterfly, 1958). 1957 sang sie die Zerlina aus Mozarts Don Giovanni am St-Denis Theatre. Für die CBC-Produktionen Sérénade und À la claire fontaine sang sie auch Operetten und musikalische Komödien.
1962 wirkte sie an der Verfilmung von Glucks Orpheus und Eurydike mit (neben Léopold Simoneau und Pierrette Alarie, Dirigent Otto-Werner Mueller).
1972 erhielt Gagnier den Prix de musique Calixa-Lavallée. 1974 trat sie mit der Opéra du Québec in Montreal und Quebec als Zerlina auf. 1990 wurde sie Mitglied des Ordre du Canada, 1996 des Panthéon canadien de l'art lyrique.